# Scherenkatar
Der Scherenkatar (auch dreizüngiger Schlangenzungen Khuttar, jamadhar sehlikaneh, englisch scissors katar, three blade katar, folded katar) ist ein Dolch aus Indien, der konstruktiv mit dem Springklingendolch verwandt ist.

## Beschreibung
Der Scherenkatar hat drei gerade, zweischneidige Klingen. Die mittlere Klinge ist, wie bei dem Katar üblich, in Ochsenzungenform gestaltet und wird vom Heft zum Ort schmaler. An der rechten und linken Seite der Klinge, nahe am Heft, sind zwei weitere Klingen angebracht. Diese Klingen sind schmaler und kleiner als die mittlere Klinge und haben meist einen starken Mittelgrat. In der normalen Trageposition sind diese beiden äußeren Klingen an die mittlere Klinge angeklappt, so dass der Anschein einer einzelnen Klinge erweckt wird (siehe Abbildungen). Durch das Zusammendrücken der querliegenden Griffe im Heft oder Betätigung von anderen Auslösern (Hebel, Knöpfe) werden die beiden äußeren Klingen durch einen Mechanismus scherenartig auseinandergeklappt. Dadurch entsteht eine Art Gabel, mit der Angriffe abgewehrt werden oder Verletzungen beim Herausziehen der Waffe verstärkt werden können.

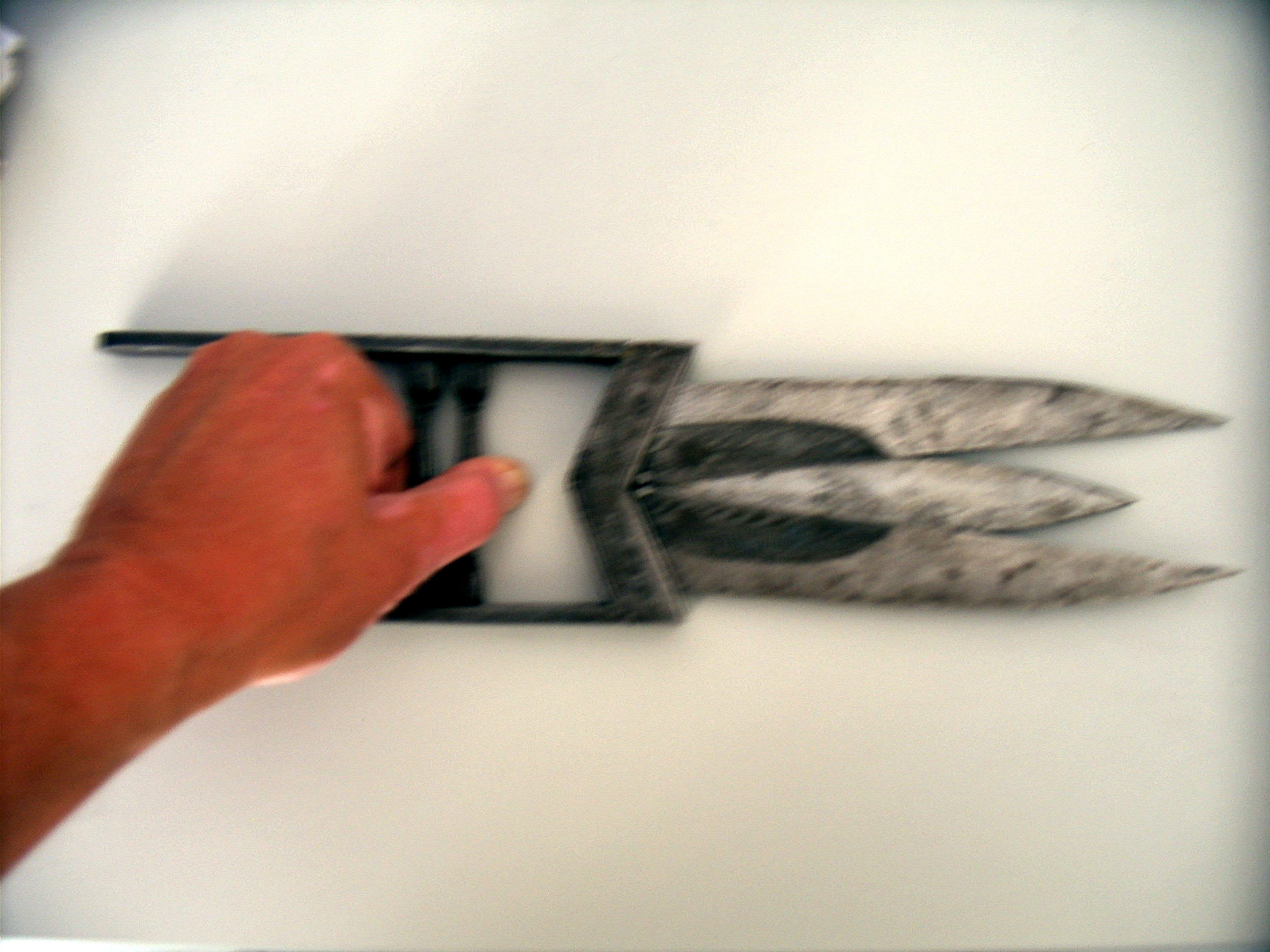
Scherenkatar aufgeklappt
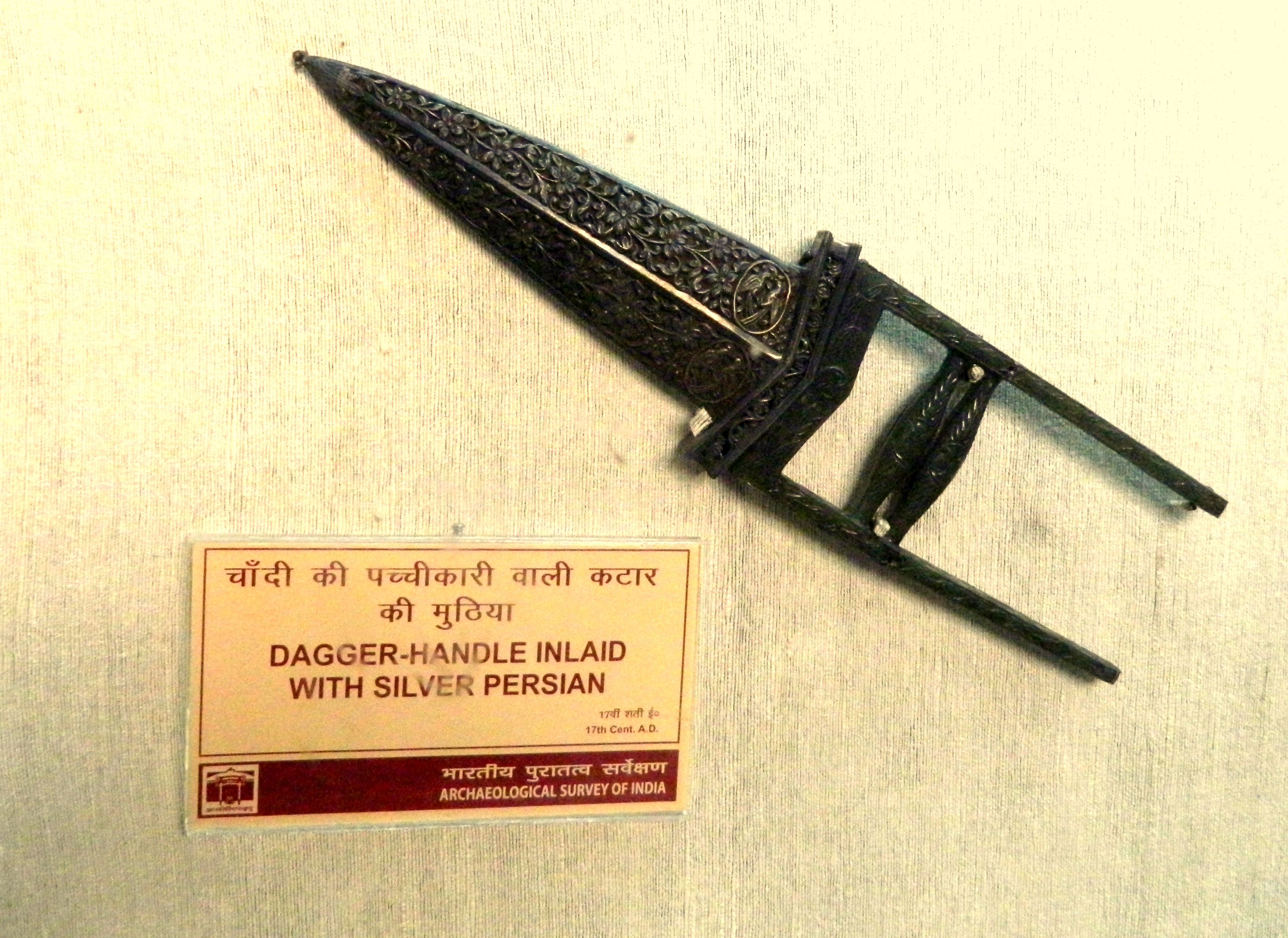
Scherenkatar geschlossen
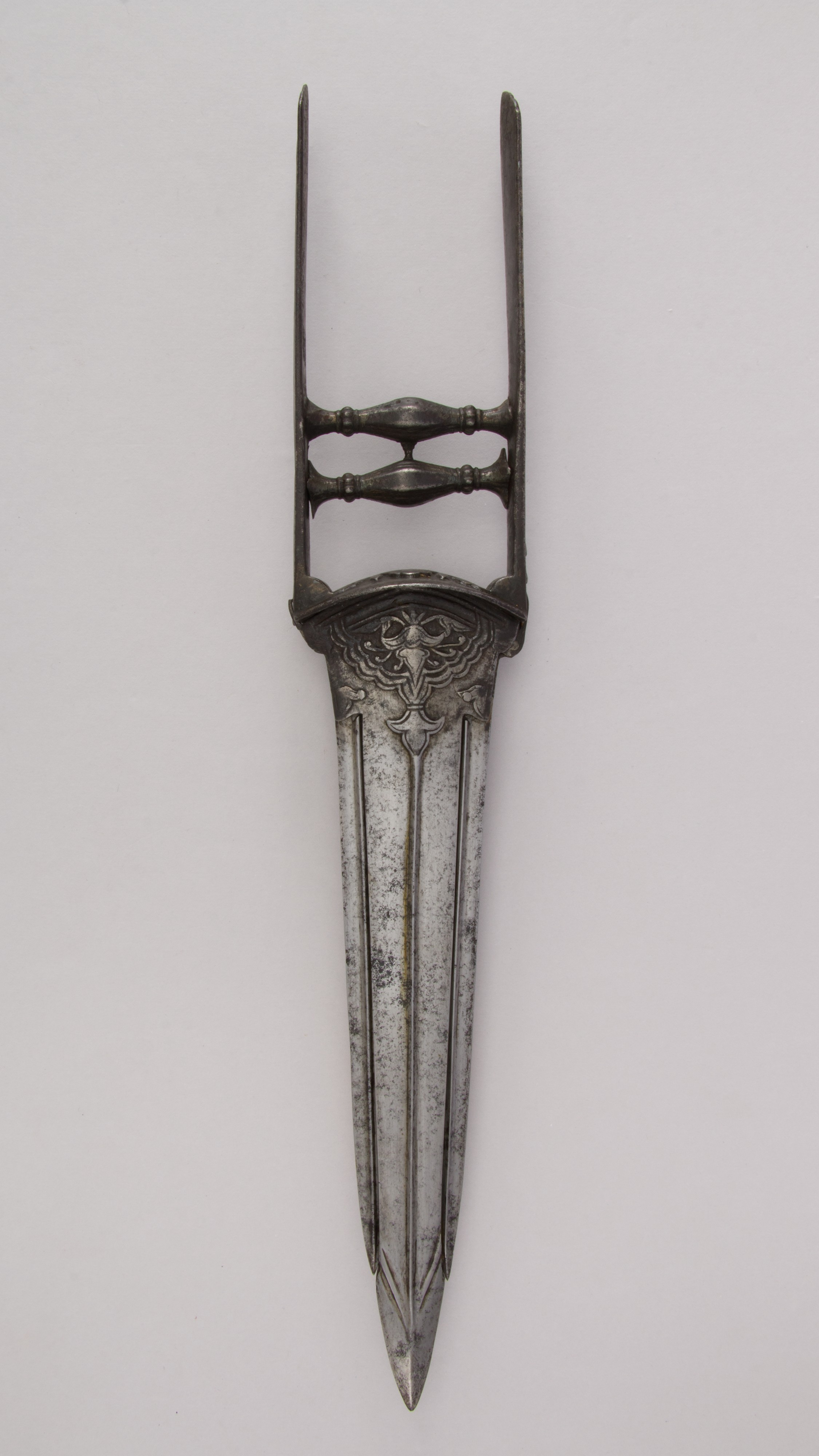
Scherenkatar Klingen angeklappt, Met Inventar 36.25.737

## Varianten und Benennungen
Der Scherenkatar ist der einzige in der Gruppe der Katare, der Mechanismen für bewegliche Klingen hat. Neben der einfachen Grundform des Katars wurden etliche Varianten entwickelt. Tamilische Worte wie kaṭṭāri (கட்டாரி) oder kuttuvāḷ (குத்துவாள்) bedeuten in etwa Stoßklinge und werden als Ursprung des Namens Kattar angenommen. Die Benennungen gehen teilweise auf sanskritbasierte Namen zurück, die bei der Erfassung von Museumsbeständen in jeweilige Landessprachen übersetzt wurden. Im englischsprachigen Raum sind beschreibende Benennungen üblich, auf deren Basis in andere Landessprachen übersetzt wurde. Eine Übersicht bekannter Varianten findet sich in der Liste von Typen des Katar.

## Rezeption
Katars in der Form des Scherenkatars sind relativ selten und nur in geringer Zahl in Museen oder im Handel anzutreffen. Ein weltweit bekanntes Exemplar dieser Typs aus der Sammlung von George Cameron Stone findet sich im Metropolitan Museum of Art. Das Nationalmuseum Neu-Delhi präsentierte vom 19. Oktober 2017 bis zum 5. November die Ausstellung „Decorated Arms & Armours“, in der Katare gezeigt wurden.